# Hérémence
Hérémence és un municipi del cantó suís del Valais, situat al districte d'Hérens.